# Drapelul Argentinei

Drapelul Argentinei -- Proporțiile steagului - 5:8 sau 9:14

Drapelul Argentinei este un steag compus din trei benzi orizontale având aceeași lățime, albastru deschis și alb. Există mai multe interpretări privind motivele acestor culori. Steagul a fost creat de Manuel Belgrano, în concordanță cu crearea cocardei din Argentina, și a fost pentru prima dată ridicat în orașul Rosario la 27 februarie 1812, în timpul Războiului de Independență din Argentina. Muzeul Național al Steagului a fost ulterior construit pe acest loc. Primul Triumvirat nu a aprobat utilizarea steagului, dar Adunarea Anului al XIII-lea a permis utilizarea steagului ca steag de război. Congresul de la Tucumán a desemnat în final acest steag ca drapel național, în 1816. În 1818, a fost adăugat în centrul său un Soare de Mai.

Steagul complet cu soarele se numește Steagul oficial ceremonial (în spaniolă Bandera Oficial de Ceremonia). Steagul fără soare este considerat steagul ornamental (Bandera de Ornato). În timp ce ambele versiuni sunt considerate în egală măsură drapelul național, versiunea ornamentală trebuie să fie întotdeauna ridicată sub steagul oficial de ceremonie. În termeni vexilologici, steagul oficial este drapelul civil, de stat și de război, iar steagul ornamental este un drapel civil și un drapel alternativ. Există controverse legate de adevărata culoare a primului drapel, între oamenii de știință și descendenții lui Manuel Belgrano, între albastru și albastru deschis.

## Istoric
Steagul Argentinei a fost creat de Manuel Belgrano în timpul Războiului de Independență din Argentina. În timp ce se afla în Rosario a observat că atât forțele regaliste, cât și cele patriotice foloseau aceleași culori, galbenul și roșul Spaniei. După ce a realizat acest lucru, Belgrano a creat cocarda argentiniană, aprobată de Primul Triumvirat la 18 februarie 1812. Încurajat de acest succes, a creat un drapel cu aceleași culori nouă zile mai târziu. Folosea culorile folosite de poporul criollo în timpul Revoluției din mai 1810. Cu toate acestea, cercetările și studiile recente ar indica faptul că aceste culori au fost alese luându-se în considerare Ordinul spaniol al lui Carol al III-lea, simbolizând loialitatea față de cel îndrituit, regele Ferdinand al VII-lea al Spaniei. Cele mai multe portrete despre crearea sau prima folosire a pavilionului arată designul modern al acestuia, dar steagul de la Macha, un design foarte timpuriu păstrat la Casa Libertății din Sucre, Bolivia arată un drapel cu două benzi albe verticale și o una albastru deschis la mijloc. Steagul a fost prima dată fluturat pentru ca soldați să îi jure credință pe 27 februarie 1812 pe Batería Libertad, pe râul Paraná. În acea zi, Belgrano a spus următoarele cuvinte:
„ Soldați ai Patriei, am avut până acum onoarea purtării cocardei naționale; acolo (indicând bateria Independenței), pe bateria Independenței, unde guvernul nostru a avut recent onoarea să ni-l dăruiască, armele noastre își măresc gloria. Să jurăm să ne înfrângem vrăjmașii, interni și externi, iar America de Sud va deveni templul Independenței și al Libertății. În testamentul pe care-l jurați așa, spuneți-mi: Să trăiască Patria! (după jurământul) "Domnule căpitan și trupele alese pentru prima dată pentru bateria Independenței: du-te, ia-l și împlinește jurământul pe care tocmai l-ați jurat astăzi."”
Belgrano a trimis o scrisoare adresată Primului Triumvirat, informându-i despre steagul nou creat. Cu toate acestea, spre deosebire de cocardă, triumviratul nu a acceptat folosirea drapelului: politica în acel moment era să se afirme că guvernul conducea în numele regelui Ferdinand al VII-lea al Spaniei, captiv al lui Napoleon, în timp ce crearea unui drapel ar fi fost un act clar de independență. Astfel, triumviratul a trimis un avertisment lui Belgrano de a nu se lupta sub drapel, dar până când a sosit răspunsul, Belgrano s-a mutat spre nord, urmând ordinele anterioare care i-au cerut să consolideze poziția în Perul de Sus după înfrângerea lui Juan José Castelli la bătălia de la Huaqui. Între timp, steagul a fost ridicat pentru prima dată în Buenos Aires, pe biserica Sfântul Nicolae din Bari, pe 23 august 1812; unde în prezent se află Obeliscul din Buenos Aires. Deși nu cunoștea refuzul Triumviratului, Belgrano a ridicat steagul la San Salvador de Jujuy și a fost binecuvântat de biserica locală la a doua aniversare a Revoluției din Mai. Belgrano a acceptat ordinele Triumviratului atunci când au ajuns la Salta și a încetat să mai folosească steagul. Întrucât soldații făcuseră deja jurământul pe noul steag, Belgrano a spus că îl va păstra pentru cazul unei mari victorii.

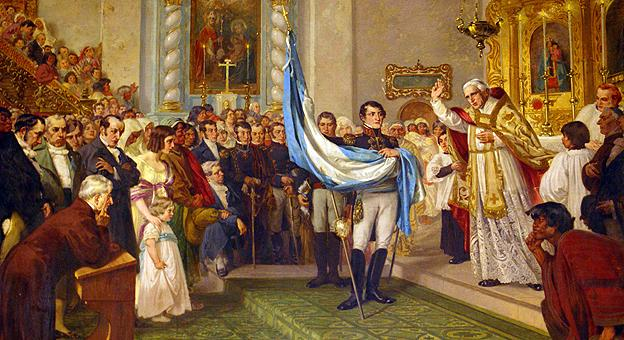
Preotul Juan Ignacio Gorriti binecuvântând steagul.

Primul Triumvirat a fost ulterior înlocuit de Al Doilea Triumvirat, cu o ideologie mai liberală, care a numit Adunarea Anului al XIII-lea. În ciuda faptului că a fost unul dintre obiectivele sale inițiale, această adunare nu a declarat independența țării și nu a aprobat nici utilizarea unui drapel național; totuși, drapelul făcut de Belgrano a fost autorizat să fie folosit ca steag de război. Primul jurământ față de steagul recent aprobat a avut loc la 13 februarie 1813, lângă râul Salado, care a devenit cunoscut sub numele de „Râul Jurământului”. Prima bătălie cu drapelul aprobat a fost Bătălia de la Salta, o victorie patriotică decisivă care a dus la înfrângerea completă a regalistului Pío Tristán.
Steagul ar fi declarat în cele din urmă ca steag național de către Congresul de la Tucumán la 20 iulie 1816, la scurt timp după declararea independenței. Propunerea a fost făcută de deputatul Juan José Paso, iar textul a fost scris de deputatul de Charcas, José Serrano. La 25 februarie 1818, Congresul (care își desfășura acum lucrările la Buenos Aires) a inclus Soarele de mai, pe steagul de război, după propunerea deputatului Chorroarín. Soarele a fost copiat după una din primele monezi argentiniană apărute în 1813. Ulterior, s-a decis să fie păstrat ca parte a steagului oficial, astfel încât soarele nu mai reprezintă războiul.
José de San Martín era conștient de noul steag, dar nu l-a folosit în timpul traversării Anzilor în 1817. Fiind o operațiune comună a forțelor argentiniene și chiliene, el credea că un nou steag ar fi o idee mai bună decât utilizarea fie a drapelul argentinian sau cel chilian. Acest lucru a condus la crearea Steagului Anzilor, folosit în timpul traversării. Acest steag este utilizat în prezent ca steag de provincie de către provincia Mendoza.
La 8 iunie 1938, președintele Roberto Ortiz a semant legea națională nr. 12.361 declarând ziua de 20 iunie ca „Ziua Drapelului”, o sărbătoare națională. Data a fost decisă ca aniversare a morții lui Belgrano în 1820. În 1957 a fost inaugurat la Muzeul Național al Steagului (un complex monumental de 10.000 de m2) pentru a comemora crearea steagului, iar ceremoniile oficiale ale Zilei Drapelului au fost realizate în apropierea acestuia încă de atunci.
În 1978, s-a specificat, printre alte măsuri, că drapelul oficial al ceremoniei ar trebui să aibă o lățime de 1,4 metri și o înălțime de 0,9 metri și că soarele ar trebui să fie brodat.
În conformitate cu Decretul nr. 10.302/1944, articolul 2 prevede că steagul oficial al națiunii este steagul cu soare, aprobat de „Congresul de la Tucumán”, reunit la Buenos Aires la 25 februarie 1818. Articolul 3 a prevăzut că steagul cu soarele din centrul său va fi folosit numai de guvernele federale și provinciale; în timp ce persoanele fizice și instituțiile folosesc un steag fără soare.
În 1985, Legea 23,208 a abrogat articolul 3 din Decretul 10302/1944, precizând că guvernele federale și provinciale, precum și persoanele fizice, au dreptul să folosească steagul oficial al națiunii.

Steagul Crucii Burgundiei a Spaniei (1536)
Steagul folosit de fortificațiile spaniole de coastă (1717)
Drapelul Spaniei (1785)
Drapelul Belgrano (1812)
Drapelul de la Macha (1816)
Drapelul folosit (1818)
Drapelul folosit în timpul Ligii Federale (1830)
Drapelul folosit (1835)
Drapelul Confederației Argentiniene (1850)
Drapelul Argentinei (1861)